# Neustadt/Harz
Neustadt/Harz är en ortsteil i kommunen Harztor i Landkreis Nordhausen i förbundslandet Thüringen i Tyskland. Neustadt/Harz var en kommun fram till 6 juli 2018 när den uppgick i Harztor. Kommunen Neustadt/Harz hade 1 122 invånare 2018.